# Орел (река)
Вижте пояснителната страница за други значения на Орел.
Орел (на украински: Орі́ль; на руски: Орель) е река в Украйна, Харковска, Днепропетровска и Полтавска област, ляв приток на Днепър. Дълга е 346 km, а площта на водосборния ѝ басейн е 9800 km².
Река Орел води началото си на 2 km североизточно от село Ефремивка, Харковска област на Украйна, на 190 m н.в., от крайните югозападни разклонения на Средноруското възвишение. В горното си течение тече в южна посока, в средното – на запад-северозапад, а в долното – на юг-югозапад през Приднепровската низина в широка и плитка долина. Влива се отляво в река Днепър (в Камянското водохранилище) до село Приднипрянске, Полтавска област, на 62 m н.в. Основни притоци: Орелка (ляв); Богатая, Берестовая, Орчик (десни). Подхранването ѝ е предимно снежно. Средният годишен отток на 31 km от устието ѝ е 13,2 m³/sec. Замръзва в периода от ноември до януари, а се размразява през март или началото на април. Успоредно покрай цялото ѝ долно и средно течение преминава участък от промишления канал „Днепър – Донбас“. По течението ѝ са разположени множество населени места, в т.ч. селищата от градски тип Орелка в Харковска област, Перешчепино и Царичанка Днепропетровска област.
През 1967 г. на 18 km от устието на реката от село Могилив до сгт Обухивка на протежение от 61 km е изградено ново, изкуствено корито на реката. Сега Орел са влива в Днепър на 41 km надолу по течението му от сторото ѝ устие, при сгт Обухивка (48°31′15″ с. ш. 34°52′34″ и. д. / 48.520833° с. ш. 34.876111° и. д.), на 50 m н.в. В изоставения 18-километров участък течението на реката е обратно. По този начин дължината на реката се е увеличила на 389 km.